# Ikarus E91
Ikarus EAG E91 — автобус, производящийся на венгерской фирме Ikarus. Относится к классу мидибусов. Больше всего таких автобусов можно увидеть в Риге (около 100 штук).

## Описание
Опытный образец Ikarus E91, выпущенный на шасси Csepel был представлен в 1996 году. Позже автобус стал производиться на шасси Raba. Автобус может перевозить 34 пассажира: 19 сидячих и 15 стоящих. В 1999 году автобус прошёл рестайлинг.

## Конструкция
Ikarus E91 является стандартным, двухосным, низкопольным автобусом. Двигатель и трансмиссия расположены под полом в задней части автобуса. E91 является низкопольным автобусом на 60%.
Ikarus E91 имеет две двери: переднюю одностворчатую и заднюю двустворчатую. Цифровая система информирования пассажиров отображает номер рейса и пункт назначения на передней и боковых частях транспортного средства, а небольшой дисплей на задней части автобуса отображает номер рейса.

## Эксплуатация
В Венгрии E91 первоначально работал только в Тисауйвароше с номерным знаком HIY-181. Также автобус эксплуатировался в Мишкольце и Будапеште. В настоящее время автобус находится в частной собственности.
Субподрядчик Alba Volán Zrt., Visló Trans Kft., также имел несколько моделей E91 в городском и междугороднем исполнениях. Последний автобус, имевший номерной знак FSJ-781, перешёл в частную собственность в 2022 году.
Летом 2014 года в Венгрию был возвращён E91 (KH 34272), ранее работавший в Норвегии. В 2017 году номерной знак поменялся на NLE-576. Автобус эксплуатировался в Будапеште и Дьёре.
В декабре 2019 года из Риги в Будапешт (BKV) было передано 7 единиц Ikarus E91. Первая партия начала эксплуатацию в мае 2020 года, а последняя — в январе 2021 года.
Номерные знаки автобусов: RYH 809-813. В основном, автобусы эксплуатируются на маршрутах 251/251A/251E/27.
13 сентября 2024 года E91 с номерным знаком RYH-810 прекратил эксплуатацию.

## Галерея

Салон Ikarus EAG E91
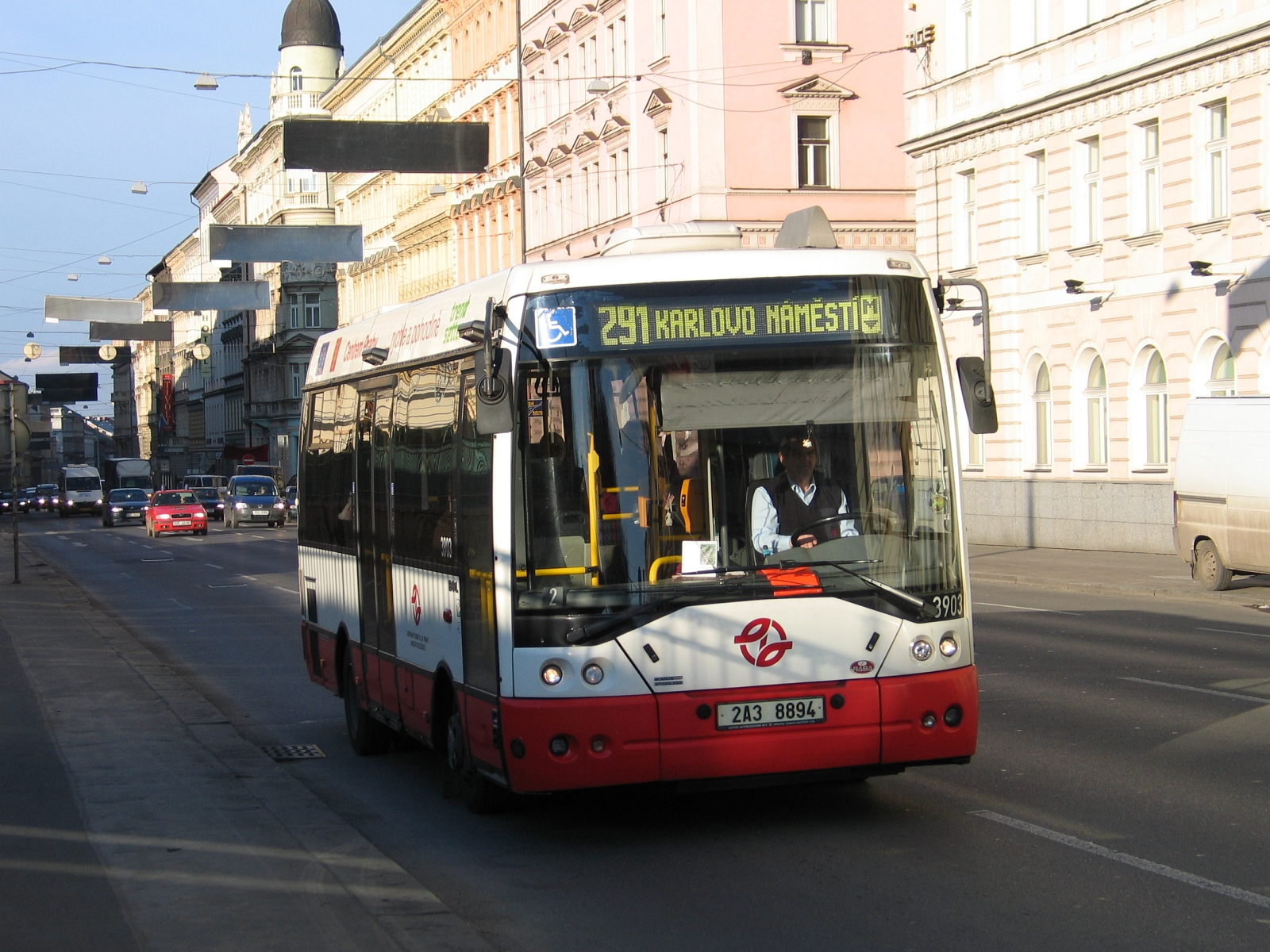
Ikarus E91 в Праге
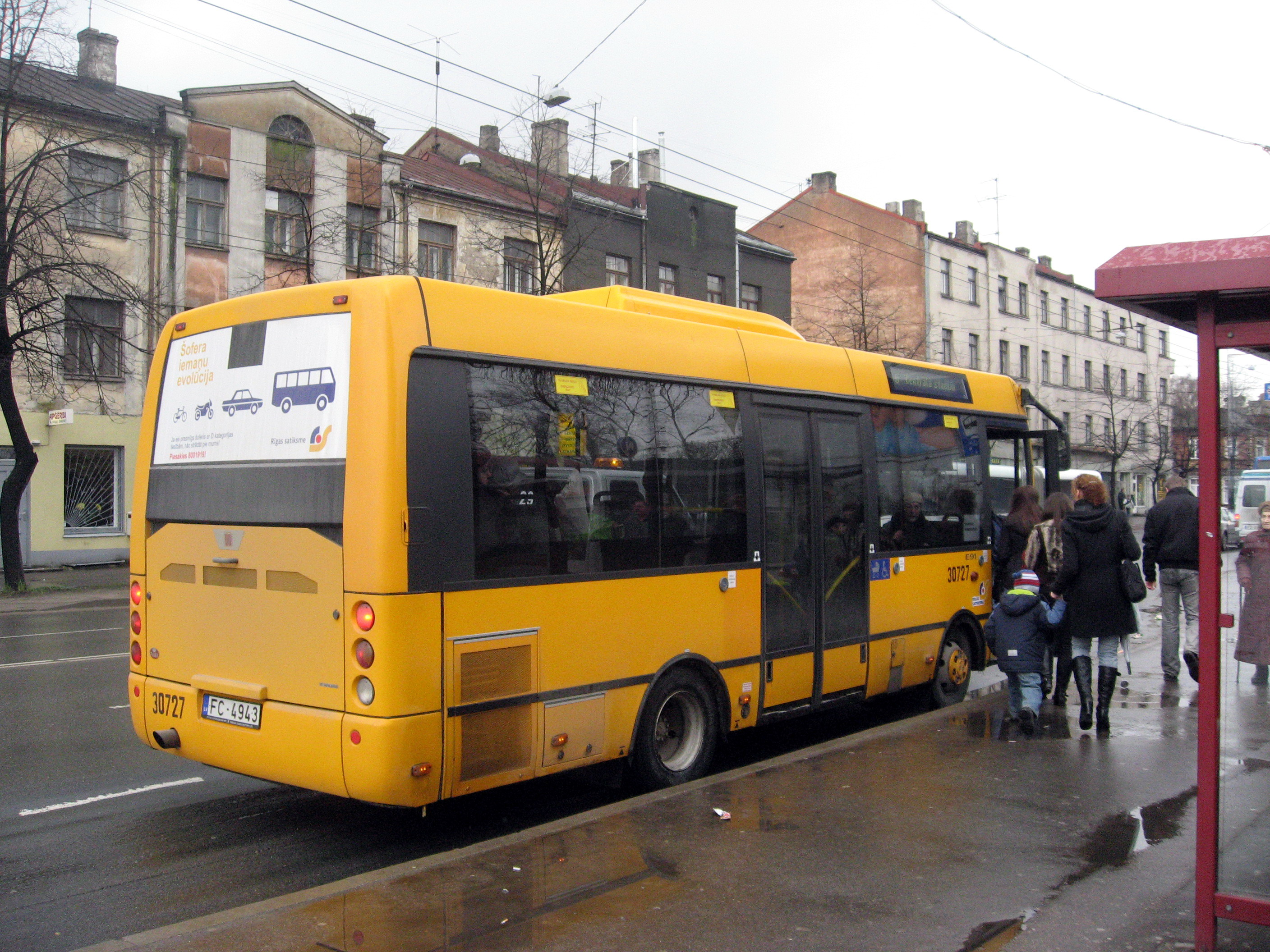
Ikarus E91 в Риге
Ikarus E91 в Будапеште
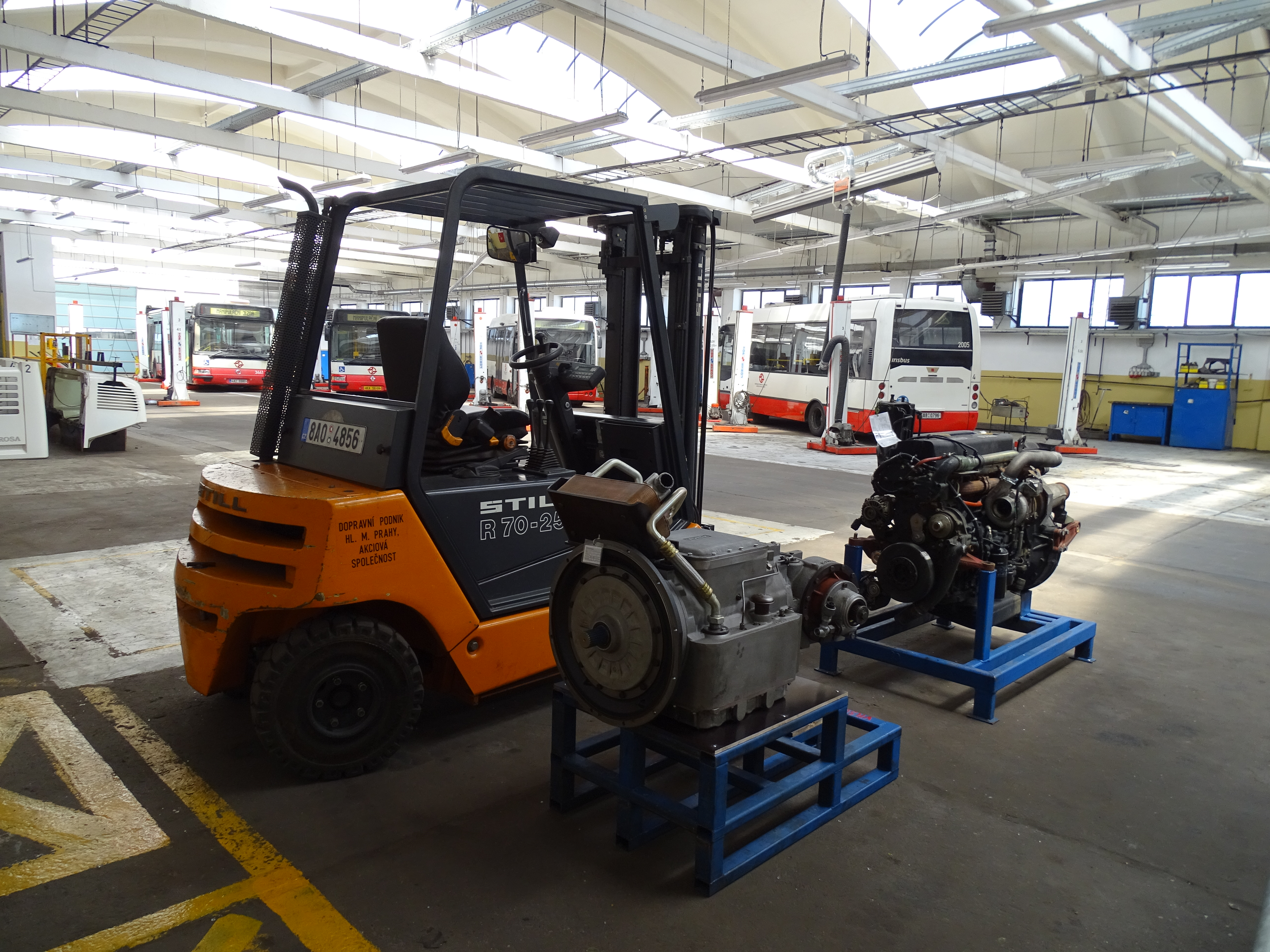
Ikarus E91 в гараже с двигателями на переднем плане